# Alfa Romeo Giulietta (2010)
Alfa Romeo Giulietta (2010: Typ 940)   je vůz nižší střední třídy vyráběný italskou automobilkou Alfa Romeo. Výroba modelu Giulietta byla zahájena koncem roku 2009 a poprvé byla představena na březnovém autosalonu v Ženevě v roce 2010. V roce 2011 se Giulietta  umístila na druhém místě v anketě Evropské auto roku (European Car of the Year). V letech 2010 až 2012 bylo vyrobeno kolem 200 000 kusů.
Název Giulietta byl v historii automobilky Alfa Romeo použit celkem třikrát: šlo však o koncepčně i designem o velmi odlišné automobily. Giulietta (typ 750/101) byla vyráběna 1954–1965 jako sedan, kupé, roadster i kombi.  Giulietta (typ 116), byla vyráběna 1977–1985 pouze jako sedan. Pro odlišení od modelu z roku 1954 byl typ 116 označován též jako Nuova Giulietta. Giulietta je zdrobnělina ženského jména Giulia (Julie), znamená tedy Julinka.
Giulietta (2010) je k dispozici pouze jako pětidveřový hatchback. V Itálii byla prezentována ve dnech 22. až 23. května 2010. V reklamní kampani na model Giulietta vystupuje hollywoodská herečka Uma Thurman. Na konci reklamy se objevuje následující dvě motta: „Jsem Giulietta, taková věc, ze které se tvoří sny“ a „Bez srdce bychom byli pouze stroji.“

## Platforma
Pro model Giulietta byly použitá Fiat Compact platform, označovaná též jako „C-Evo“, fakticky jde o zcela novou platformu. | Fiat vložil zhruba 100 milionů EUR na kompletní přepracování předchozí „C-platformy“, která byla použita ve starších modelech Fiat Stilo, Fiat Bravo a Lancia Delta. Nová platforma má delší rozvor, kratší převisy a používá nové pokročilé zavěšení přední nápravy typu MacPherson a víceprvkovou zadní nápravu (multilink).
Podle trhu a stupně výbavy jsou k dispozici 16, 17 nebo 18palcová kola. Dostupné rozměry pneumatik jsou 205/55 R16, 225/45 R17 a 225/40 R18. Délka Giulietty je kolem 4.3 metru, což je srovnatelné s modelem Alfa Romeo 156, který byl vyráběn v letech 1996 až 2007 a tehdy patřil do střední třídy. Je nabízena pouze pětidveřová verze modelu.

## 2014 facelift
Na Frankfurt International Motor Show 2013 Alfa Romeo představila upravený model Giulietta. Změny zahrnují nový informační systém Uconnect s 5 nebo 6,5 palcovou dotykovou obrazovkou Radionav, novou čelní mřížku, chromovaný rám pro mlhové světla, nový design sedadel s lepším podporou těla, nová kola (16, 17 a 18 palců), nové barvy karoserie: Moonlight Pearl, Anodizzato Blue a Bronze. Objevil se také nový dieselového motor, dvoulitrový JTDM 2 o výkonu 110 kW a s točivým momentem  380 Nm. Všechny motory v modelové řadě 2014 jsou  v souladu s emisními normami Euro 5+ (připravené pro Euro 6).

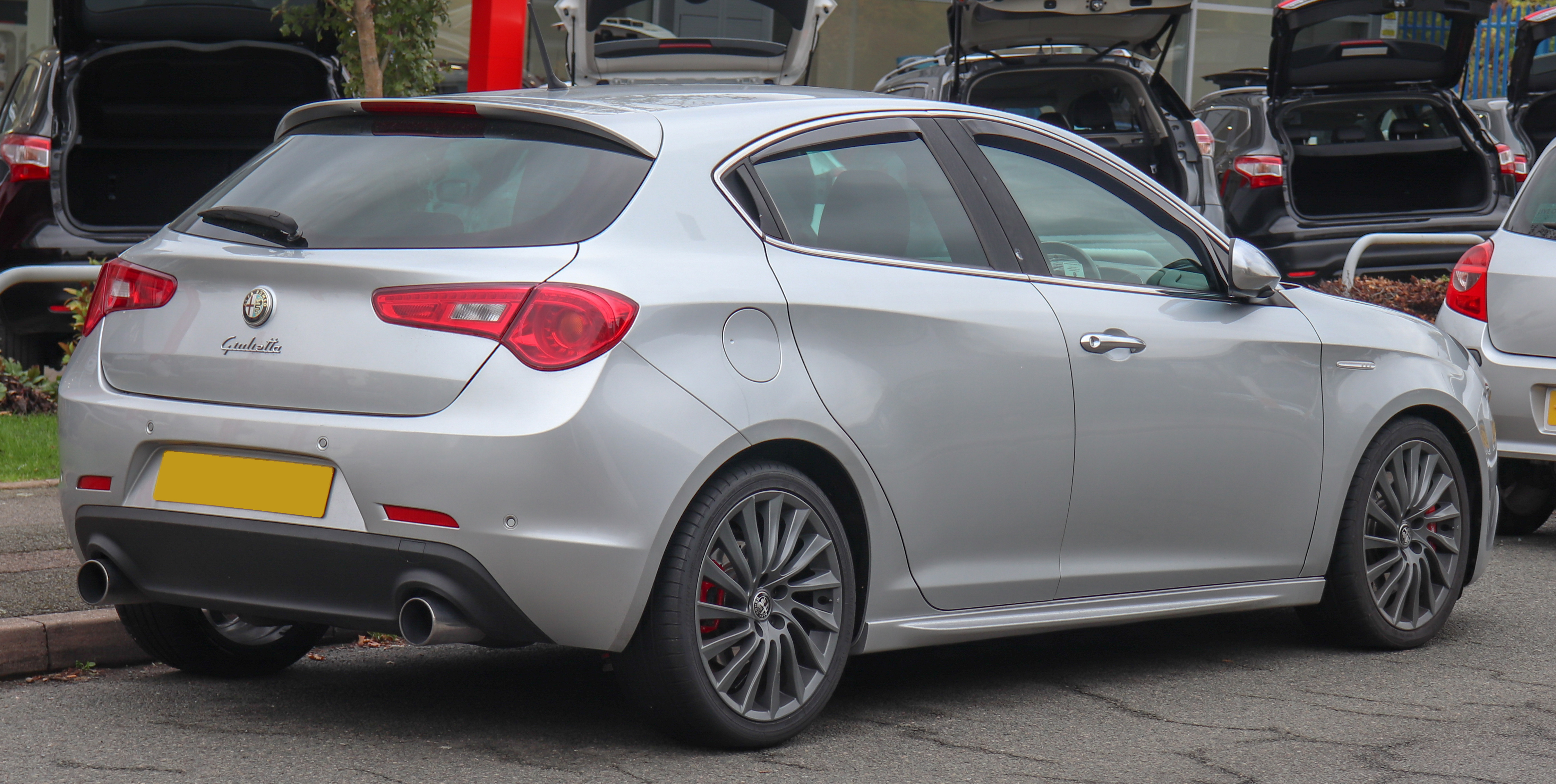
Alfa Romeo Giuletta hatchback: původní verze před faceliftem
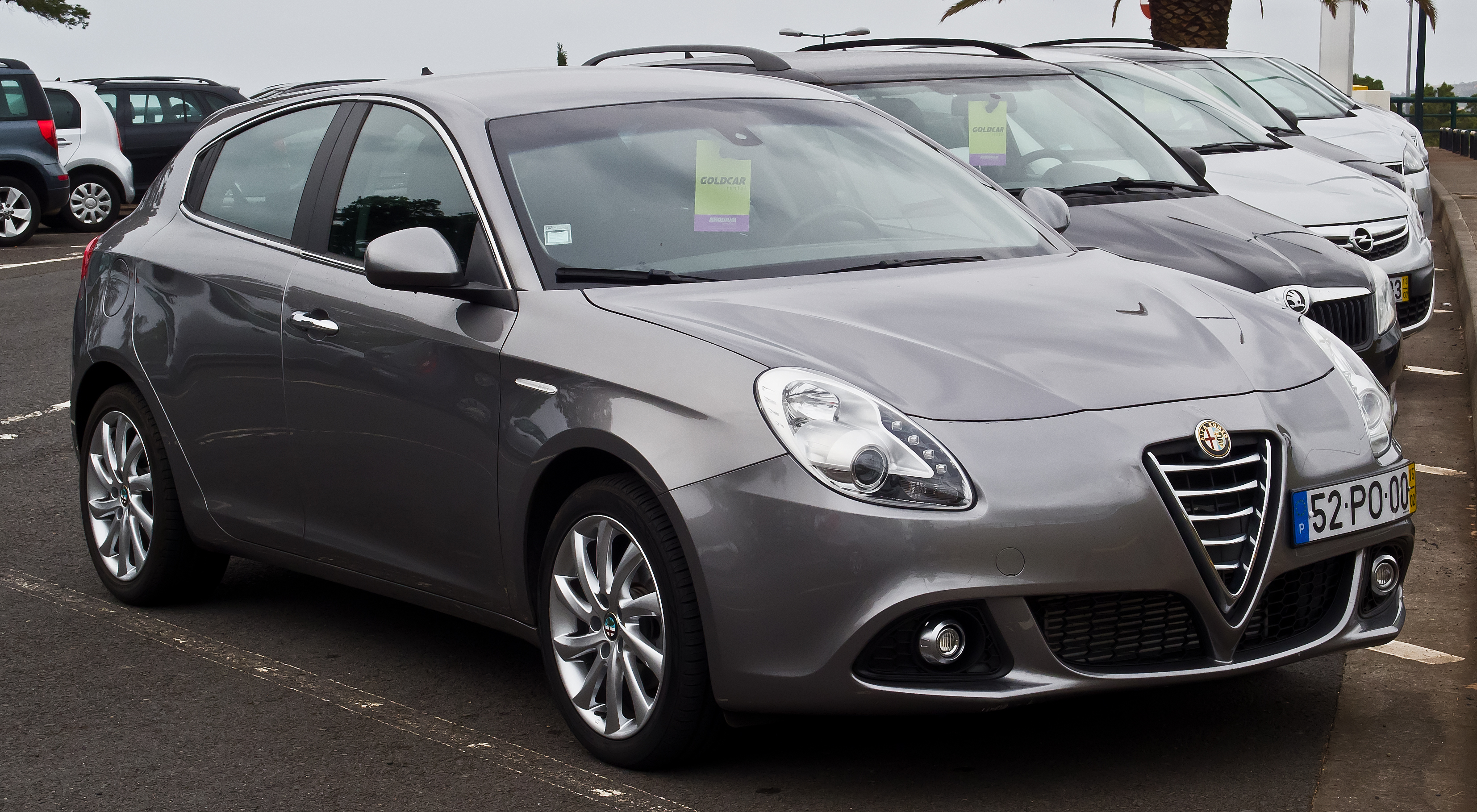
První  facelift Alfa Romeo Giulietta (Europe): pohled zepředu
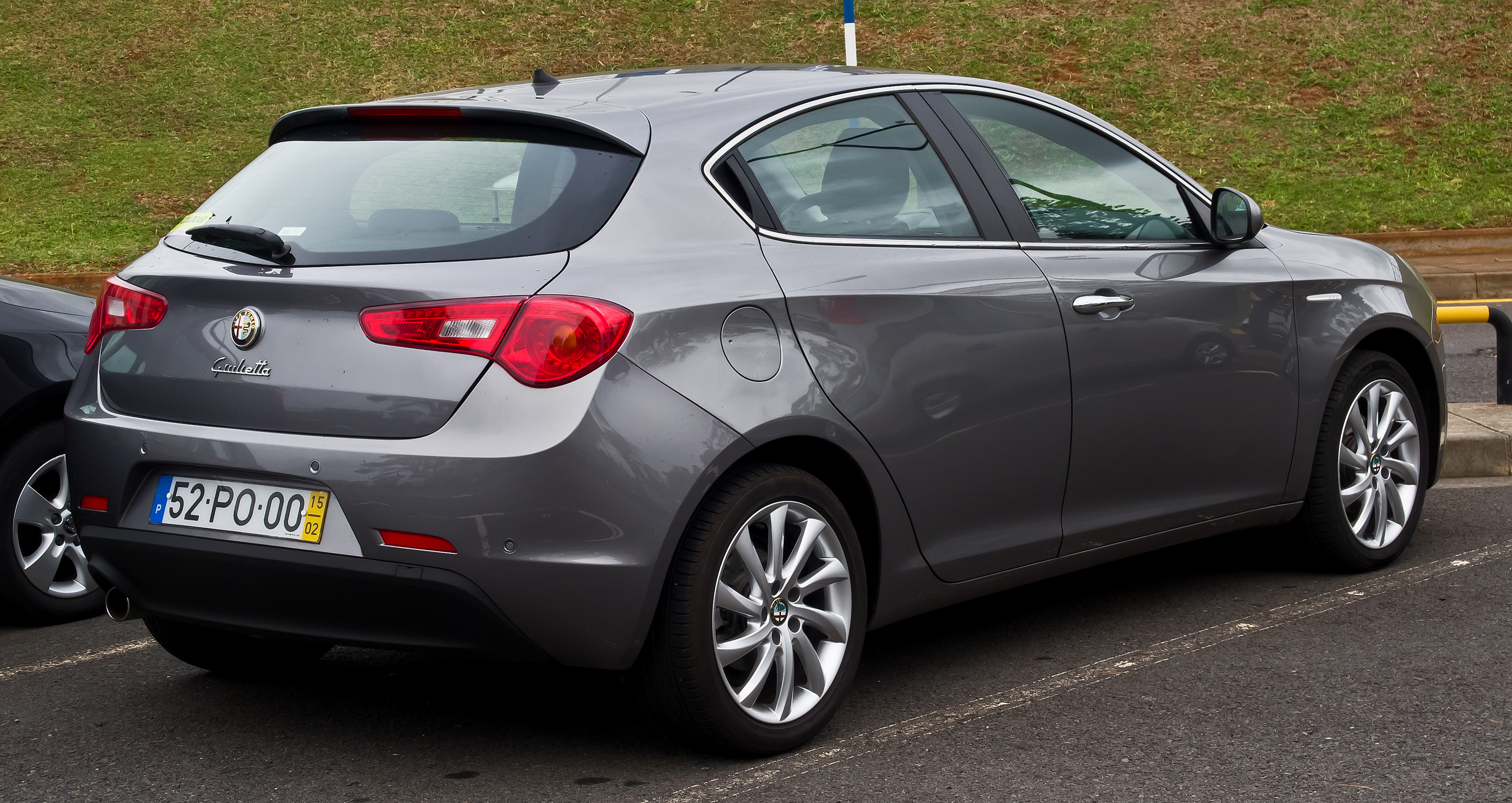
První facelift Alfa Romeo Giulietta (Europe): pohled zezadu
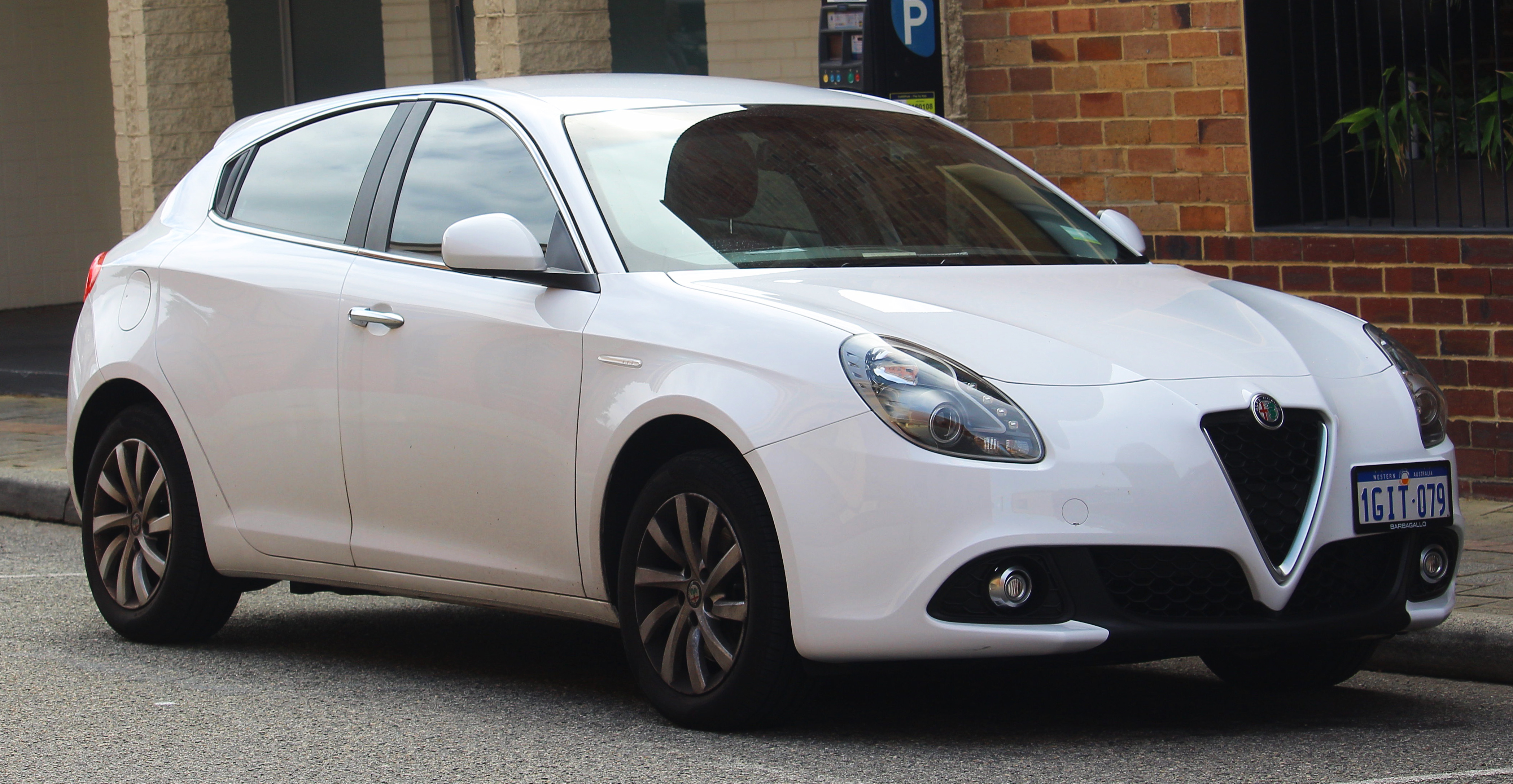
2016 druhý facelift Giulietta (Australia): pohled zepředu
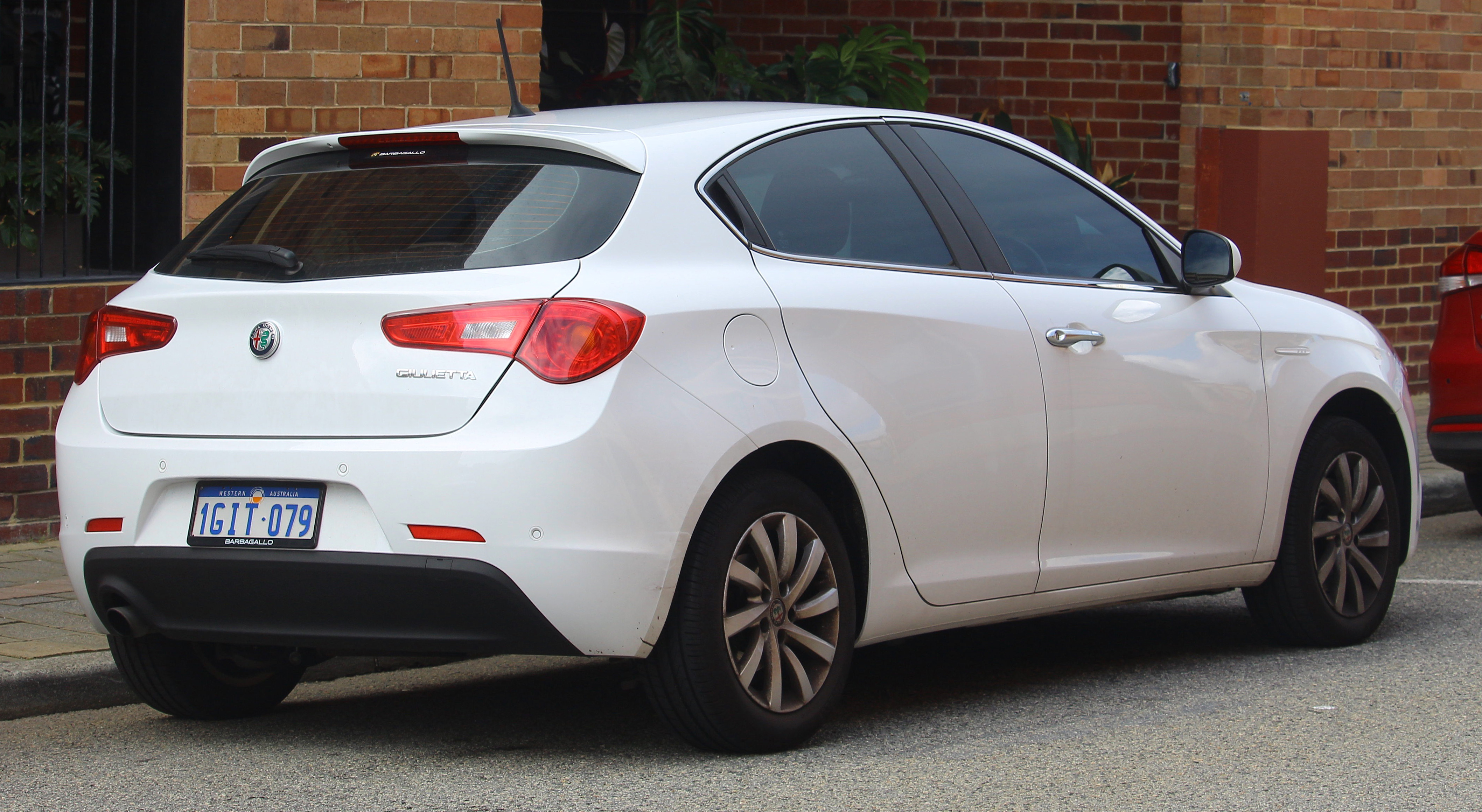
2016 druhý facelift Giulietta (Australia): pohled zezadu

## 2016 facelift
Tento facelift se poprvé objevil na autosalónu v Ženevě. Byl přepracovaný předek vozu (nyní připomínající větší model Giulia) s aktualizovaným logem značky a novým označováním jednotlivých variant modelu: Giulietta, Giulietta Super a Giulietta Veloce. Dále nové barvy karoserie, nové ráfky. Předchozí Giulietta QV je nyní sportovní Veloce, která je k dispozici s výkonem 240 k (177 kW), 237 k) a převodovkou TCT. Objevil se také nový vznětový motor JDTm o výkonum 120 koní (88 kW).

## Ocenění
Giulietta se umístila jako druhá v anketě Evropské auto roku 2011  (European Car of the Year 2011). Motory Multiair používané v Giuliettě byly zvoleny jako Nejlepší nový motor v roce 2010. Vozidlo získalo také následující ocenění:
- Auto Europa 2011[10]
- Auto Trophy 2010 (Design Trophy - Compact Category) - Auto Zeitung[10]
- Compact Car of the Year Trophée L'Argus[10]
- Greek Car of the Year 2011[11]
- Auto roku 2011 v České republice[12]
- Die besten Autos 2010 - Import compact cars category - Auto, Motor und Sport[13]
- Die besten Autos 2011 - Import compact cars category - Auto, Motor und Sport[14]